# Berbenno
Berbenno (deutsch Berben) ist eine italienische Gemeinde in der Provinz Bergamo in der Region Lombardei mit 2455 Einwohnern (Stand 31. Dezember 2023).

## Geographie
Berbenno liegt etwa 15 km nordwestlich der Provinzhauptstadt Bergamo und 50 km nordöstlich der Metropole Mailand.
Die Nachbargemeinden sind Bedulita, Blello, Val Brembilla, Capizzone und Sant’Omobono Terme.

## Persönlichkeiten
- Giorgio Barbetta (* 1971), katholischer Priester und Weihbischof in Huari (Peru), in Berbenno geboren